# Frank Church

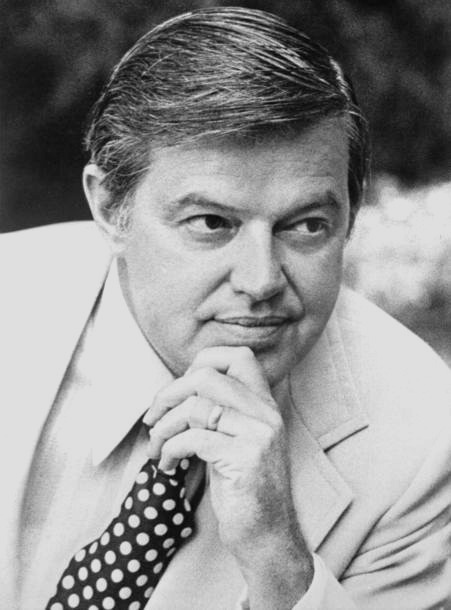
Frank Church

Frank Forrester Church (* 25. Juli 1924 in Boise; † 7. April 1984 in Bethesda) war ein US-amerikanischer Politiker der Demokratischen Partei. 

## Leben
Church vertrat von 1957 bis 1981 den Staat Idaho im US-Senat. 
Bekannt wurde Church durch die sogenannten Church Committees, Untersuchungsausschüsse des Senats, die verfassungswidrige Informationsbeschaffung und andere illegale Aktivitäten der amerikanischen Geheim- und Nachrichtendienste aufdeckten. Von 1979 bis 1981 war er darüber hinaus Vorsitzender des einflussreichen Ausschusses für Außenpolitik. Bei den demokratischen Vorwahlen um die Präsidentschaftskandidatur unterlag Church dem späteren Präsidenten Jimmy Carter.
Im Abschlussbericht des Church Committee bilanzierte er, dass „der wachsende Missbrauch der Geheimdienste ein größeres, grundlegendes Problem in unseren zentralen Institutionen reflektiert.“
Gemeinsam mit seinem ehemaligen Senats-Kollegen Hugh Scott gründete er 1983 das Center for Responsive Politics.
Church starb im Alter von 59 Jahren an Bauchspeicheldrüsenkrebs. Nach ihm ist das Naturschutzgebiet Frank Church–River of No Return Wilderness benannt.